# Морозов Павло Тимофійович
Павло́ Тимофі́йович Моро́зов (нар. 1808 — пом. 25 березня 1881) — редактор і історик Одеси за часів Російської імперії.

## Життєпис
Павло Тимофійович Морозов народився 1808 року. З дворян Пензенської губернії. Освіту отримав у Московському шляхетному університетсекому пансіоні, який закінчив у 1824 році з золотою медаллю. Вже в юнацькі роки відрізнявся оригінальністю мислення, відкритістю для нових наукових підходів. Про це свідчить доповідь, яку він зробив у пансіоні «Про вплив точних наук на успіхи наук словесних».
1824 року переїхав до Одеси, де служив у канцелярії Новоросійського генерал-губернатора Михайла Воронцова. В Одесі перебував до 1837 року або до початку 1840-х років. За дорученням Михайла Воронцова займався дослідницькою діяльністю, співробітничав у газеті «Одеський вісник», у 1830-х роках займався видавництвом та редагуванням «Новороссийского календаря». Його заняття історією та статистикою Одеси відповідали потребам місцевої влади та відкривали перед молодим дослідником двері міських клубів. Одним з них був будинок Михайла Кир'якова, який об'єднував відомих у місті науковців, аматорів та літераторів, таких як секретар Імператорського Одеського товариства історії і старожитностей Микола Мурзакевич, поети В. Тепляков й Андрій Подолинський, видавець і письменник, професор М. Розберг, історик Юрій Венелін, письменник Олександр Стурдза тощо. Серед тих бесід були питання, пов'язані з історією. На початку 1830-х років Павло Морозов та його товариш по пансіону Розберг видали (як стверджував Г. Тройницький, на доручення Михайла Воронцова) «Одесские альманахи» на 1831 та 1832 роки.
Павло Тимофійович Морозов помер 25 березня 1881.
Був похований на Першому Християнському цвинтарі Одеси. 1937 року комуністичною владою цвинтар було зруйновано. На його місці був відкритий «Парк Ілліча» з розважальними атракціонами, а частина була передана місцевому зоопарку. Нині достеменно відомо лише про деякі перепоховання зі Старого цвинтаря, а дані про перепоховання Морозова відсутні.

## Наукова діяльність
Павло Морозов у низці питань дослідник спирався на історіографічну традицію. Стосовно джерел займав критичну позицію, використовував різні їх види, як археологічні (цінність яких підкреслює для давньої історії), так і писемні (хроніки Мартіна Кромера та Сарницького). Під історією Одеси дослідник розумів «історію місцевості, на якій розташована Одеса». Відповідною є і запропонована періодизація. Початок історії Одеси відносив до античних часів, а період до грецької колонізації вважав фактично недосяжним для дослідження, тому що він не мав достатніх джерел. Він поділяв погляди Івана Стемпковського щодо розташування давнього Одесоса не на місці Одеси, а у гирлі річки Тилігул.
Історик не дав відомостей про період з III століття до XIV століття, до того часу, коли «на месте, занятом теперь Одессою, существовала деревня Качибей или Хаджибей». Поряд з цим, вважаючи назву «Хаджибей» татарського походження, дійшов висновку, що цей населений пункт був заснований татарами ще у XIII століття, у ході їх завоювань. Подальшими віхами в історії Хаджибею стали спершу перехід під владу Османської імперії у XV столітті, а згодом плани Петра І та Катерини II стосовно просування на Південь.
Взяття Хаджибею у 1789 році характеризує на основі праці Г. де Кастельно, згадуючи про участь у ньому запорізьких козаків. Заснування міста пов'язував з рескриптом Катерини II від 27 травня 1794 року, і розглядав його як заснування нового порту і результат державної політики в галузі розвитку торгівлі. Став одним з перших російськомовних істориків міста Одеси у XIX столітті, на що вказував його відомий наступник у галузі місцевої історії Аполлон Скальковський. Крім історичних розвідок йому належать замальовки святкування в Одесі різних свят, що має етнографічне та історико-культурне значення. Після відставки переїхав до Пензенської губернії, де продовжував займатися літературною та науковою діяльністю, здебільшого у галузях сільського господарства та метеорології.

### Наукові праці
- Исторический взгляд на Одессу // Одесский альманах на 1831 г. — Одесса, 1831; Сочинения П. Т. Морозова. — М., 1883.